# Il medico volante
Il medico volante (Le Médecin volant) è una farsa in prosa in un atto unico di sedici scene scritta nel 1645 e messa in scena da Molière nel 1659. 
Considerata a lungo come di dubbia attribuzione, dal XIX secolo viene inclusa definitivamente tra le opere di Molière.

## Trama
Gorgibus è un vecchio avaro che vuole far sposare sua figlia Lucilla all'abbiente Villebrequin, ma la ragazza è innamorata del giovane Valerio, che ricambia il sentimento. Dopo aver rivelato il suo amore alla cugina Sabina, Lucilla si finge malata per differire le nozze e l'ingenuo Gorgibus invia Sabina a cercare un medico. Costei suggerisce a Valerio di far impersonare al servo Sganarello un finto dottore. Il piano prevede che Lucilla venga condotta all'aria aperta all'estremità più lontana del giardino della sua proprietà, per scopi terapeutici. Qui, all'insaputa del padre, potrà sposare Valerio.
Sganarello viene presentato a Gorgibus come medico di assoluta sapienza e, quando entra in scena in abiti da dottore, intorta il padrone di casa con finte citazioni ippocratiche e un latino maccheronico, convincendolo a condurre Lucilla nell'appartamento del giardino. Portata a compimento la missione, dà il via libera a Valerio, ma si imbatte subito dopo in Gorgibus, che lo vede vestito da servo. Per non mandare all'aria tutto, si spaccia per fratello gemello del medico e racconta che, da quando gli ha fatto cadere due fiale, il "dottore" non gli rivolge più la parola. Gorgibus gli promette allora che intercederà affinché i fratelli possano riconciliarsi.
Dopo qualche insistenza, Gorgibus ottiene da Sganarello "medico" il perdono per il fratello, e vuole poi che i gemelli suggellino la pace in sua presenza. Rinchiude allora quello in vesti di servo nel proprio palazzo, e va in cerca del dottore. Sganarello evade saltando dalla finestra, riuscendo così a presentarsi a Gorgibus sotto le spoglie del medico. Ne segue un finto dialogo tra il gemello all'esterno e quello nel palazzo, reso possibile dai continui travestimenti e dal fatto che l'estroso bugiardo esce ed entra. 
Alla fine però Gros-Réné, servo di Gorgibus, smaschera Sganarello, spiegando che nel frattempo Valerio e Lucilla si sono sposati. Gorgibus si infuria, ma Sganarello gli spiega che la messinscena è stata a fin di bene, perché Valerio è un bravo ragazzo, di buoni natali e ricco. Gorgibus concede allora il suo perdono, invitando tutti a brindare.